# SHARP 19SC111

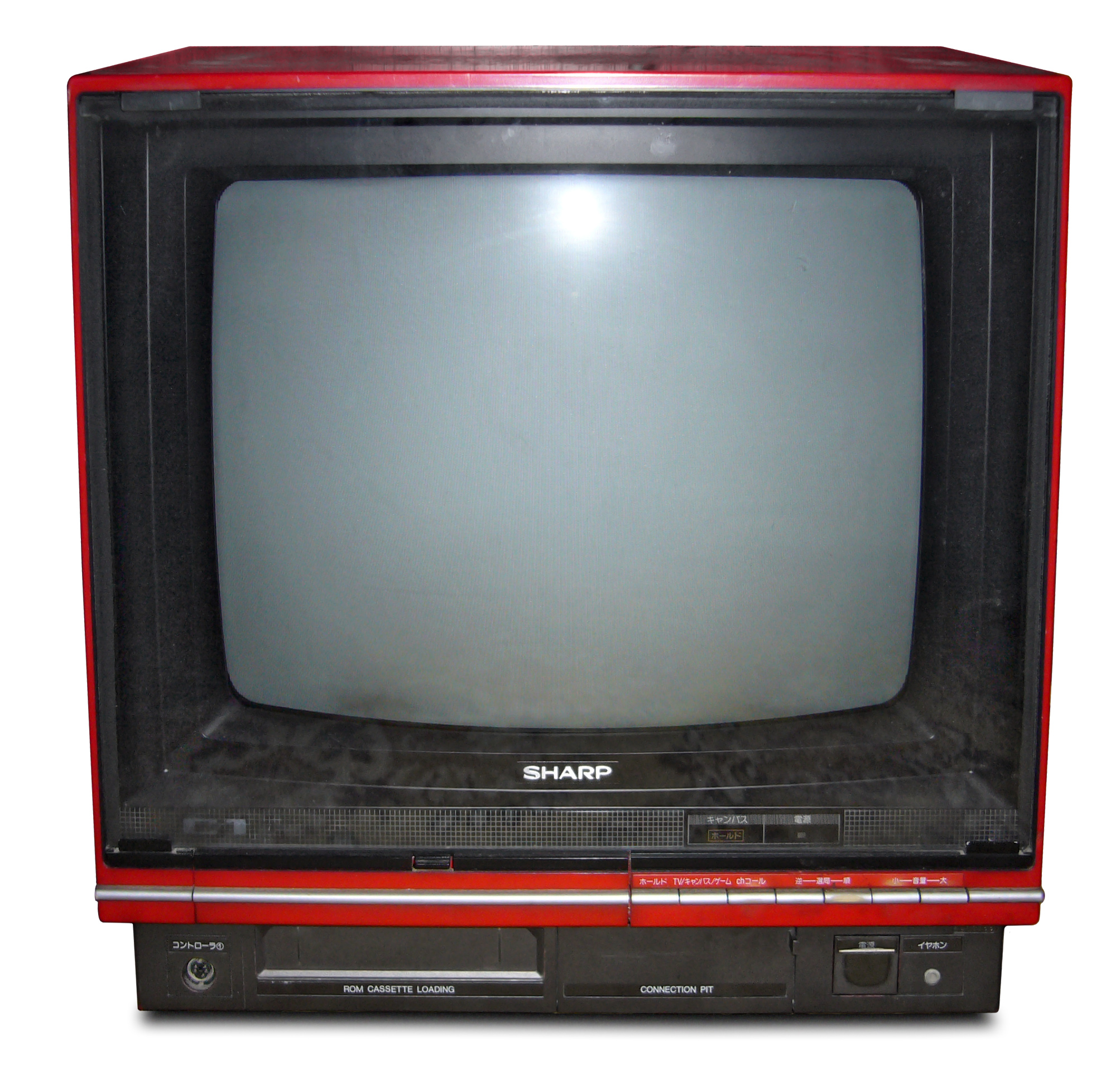
Hình ảnh chiếc tv SHARP 19SC111

SHARP 19SC111 là một loại TV 19" sản xuất bởi Tập đoàn Sharp tích hợp sẵn Hệ thống giải trí Nintendo có giấy phép. Ra mắt chính thức tại Nhật Bản, mặt hàng này đã xuất hiện tại Mỹ vào năm 1989.